# Leichtathletik-Weltmeisterschaften 2009/Teilnehmer (Barbados)
| Gelbes Symbol für Goldmedaillen mit stilisierten Olympischen Ringen | Graues Symbol für Silbermedaillen mit stilisierten Olympischen Ringen | Braundes Symbol für Bronzemedaillen mit stilisierten Olympischen Ringen |
| ------------------------------------------------------------------- | --------------------------------------------------------------------- | ----------------------------------------------------------------------- |
| 1                                                                   | —                                                                     | —                                                                       |

Der Leichtathletik-Verband aus Barbados stellte vier Athleten bei den Leichtathletik-Weltmeisterschaften 2009 in Berlin.

## Ergebnisse

### Männer

#### Laufdisziplinen
| Athlet          | Disziplin    | Vorlauf | Vorlauf | Viertelfinale      | Viertelfinale      | Halbfinale         | Halbfinale         | Finale             | Finale             |
| Athlet          | Disziplin    | Zeit    | Platz   | Zeit               | Platz              | Zeit               | Platz              | Zeit               | Platz              |
| --------------- | ------------ | ------- | ------- | ------------------ | ------------------ | ------------------ | ------------------ | ------------------ | ------------------ |
| Ramon Gittens   | 100 m        | 10,47 s | 46      | nicht qualifiziert | nicht qualifiziert | nicht qualifiziert | nicht qualifiziert | nicht qualifiziert | nicht qualifiziert |
| Ramon Gittens   | 200 m        | 21,33 s | 44      | nicht qualifiziert | nicht qualifiziert | nicht qualifiziert | nicht qualifiziert | nicht qualifiziert | nicht qualifiziert |
| Andrew Hinds    | 100 m        | 10,30 s | 16      | 10,23 s            | 21                 | nicht qualifiziert | nicht qualifiziert | nicht qualifiziert | nicht qualifiziert |
| Andrew Hinds    | 200 m        | 22,60 s | 58      | nicht qualifiziert | nicht qualifiziert | nicht qualifiziert | nicht qualifiziert | nicht qualifiziert | nicht qualifiziert |
| Ryan Brathwaite | 110 m Hürden | 13,35 s | 2       |                    |                    | 13,18 s NR         | 1                  | 13,14 s NR         | Gold               |

### Frauen

#### Laufdisziplinen
| Athletin    | Disziplin | Vorlauf | Vorlauf | Halbfinale         | Halbfinale         | Finale             | Finale             |
| Athletin    | Disziplin | Zeit    | Platz   | Zeit               | Platz              | Zeit               | Platz              |
| ----------- | --------- | ------- | ------- | ------------------ | ------------------ | ------------------ | ------------------ |
| Jade Bailey | 200 m     | 23,84 s | 37      | nicht qualifiziert | nicht qualifiziert | nicht qualifiziert | nicht qualifiziert |